# Dhofar
Dhofar (arabisch ظفار Zufār, DMG Ẓufār) ist ein Gouvernement (arabisch محافظة, DMG muḥāfaẓa) im Süden des Sultanats Oman mit 407.033 Einwohnern (Schätzung 1. Juli 2017) und einer Fläche von 99.300 Quadratkilometern. Die Hauptstadt des Gouvernements ist Salala.

## Geographie
Dhofar liegt im Südwesten des Sultanats Oman und ist einer der neun Verwaltungsbezirke des Landes. Es grenzt im Norden an die Provinz asch-Scharqiyya Saudi-Arabiens und im Westen an das Gouvernement al-Mahra des Jemen. Im Osten grenzt es an die Region al-Wusta in Oman und im Süden an das Arabische Meer. Seine Fläche bedeckt fast ein Drittel des Sultanats. Die rund 40 km vor der Küste im Südosten gelegene Inselgruppe der Churiya-Muriya-Inseln gehört auch zu Dhofar.
Im Norden findet sich die Wüste Rub al-Chali, die den größten Teil des Verwaltungsbezirkes ausmacht, jedoch geographisch eher zum Landesinneren gehören. Zum historischen Weihrauchland wird die fruchtbare Küstenebene rund um die Hauptstadt Salala, das küstennahe Gebirge und das unmittelbar anschließende Hinterland der Berge gezählt. In diesem Gebiet findet der Weihrauchbaum seinen natürlichen Lebensraum. Hinter der Küstenebene von Salala erhebt sich parallel zur Küste das Dhofar-Gebirge, das nach Norden hin zur Rub al-Chali abfällt. Die Gipfel bilden dabei keine Kette, sondern eher ein Hochplateau. Das Gebirge geht im Osten in das Dschiddat al-Harasis und im Westen in die jemenitische Landschaft Mahra über. Der Naturraum ähnelt insgesamt eher dem des angrenzenden Jemens als dem Rest des Sultanats. Meist reicht das Gebirge in Dhofar bis nah an die Küste heran, bevor es steil ins Meer abbricht. Die Küstenbewohner haben so nur geringe Möglichkeiten, Landwirtschaft zu betreiben, und haben sich daher hauptsächlich auf den Fischfang verlegt. Lediglich die Hauptstadtregion ist klimatisch durch den Charif begünstigt. Die Ebene und die meerseitigen Hänge des Dhofar-Gebirges können dadurch landwirtschaftlich genutzt werden.
In den letzten Jahren wurde die Wüste von Dhofar zu einer Fundstätte von Meteoriten (Beispiel: Dhofar 280), die dort teilweise schon seit Jahrtausenden liegen, aber durch die Trockenheit erhalten blieben.

## Klima

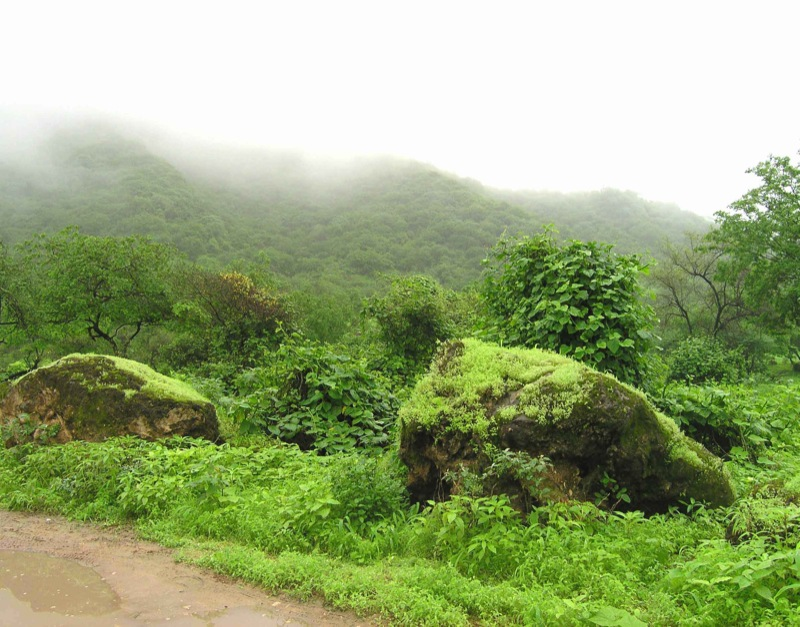
Bergregion um Salala während des Monsuns

Klimatisch herrscht in der Küstenregion ein subtropisches Klima vor, das vom Charif beeinflusst wird. Während der Monsunzeit sinkt die Temperatur, und Pflanzen sprießen aus dem Boden. Anschließend herrscht wieder Wüstenklima. Hinter den parallel zur Küste verlaufenden Gebirgszügen herrscht dagegen immer Wüstenklima vor. Dhofar ist die einzige Gegend der arabischen Halbinsel, die vom Monsun beeinflusst wird (Mitte August bis Ende September). Während dieser Zeit ist er deshalb ein beliebtes Reiseziel der Omaner aus Maskat, die der Sommerhitze entfliehen wollen.

## Bevölkerung
Dhofar ist eng mit den westlich angrenzenden, heute zum Jemen gehörenden Landschaften verbunden. Die Verbindung zum omanischen Kernland war wegen der östlich Dhofars liegenden großen Sand- und Geröllwüsten wenig ausgeprägt. Dies erklärt die großen kulturellen und sozialen Unterschiede zwischen Dhofar und dem Rest des Sultanats. Es wird angenommen, dass die Bewohner aus dem Gebiet des heutigen Äthiopien eingewandert sind. Dafür spricht, dass ihr Phänotyp eher demjenigen der Habescha („Abessinier“) bzw. Somali ähnelt als den Arabern des Nordens. Wie bei den Somali ist der ganze Stolz der Dhofarer ihre Viehherde. Sie bauen ebenfalls runde Häuser aus Stein und Stroh, die den somalischen Manyattas ähneln. Ältere Männer kann man beobachten, wie sie sich an einen Stab lehnen und dabei auf nur einem Bein stehen. Die Sohle des anderen Fußes wird dabei gegen die Innenseite des Standbeinknies gelehnt. Dieser Storchenstand ist eine typisch somalische Verhaltensweise.

## Sprache
In Dhofar wird heute überwiegend Arabisch gesprochen. Daneben sind fünf sogenannte Neusüdarabische Sprachen heimisch: hauptsächlich Mehri, ferner Harsusi, Schehri (Jibbāli), Bathari und Hobyót.

## Religion
Im Gegensatz zum im restlichen Oman vorherrschenden Ibadismus, sind die Bewohner des Dhofars traditionell Sunniten und folgen der Rechtsschule der Schafi'iten.

## Geschichte
Seine geschichtliche Bedeutung gewann Dhofar als Herkunftsort des Weihrauchs, der für den Tempeldienst in der Antike sehr begehrt war und über die Weihrauchstraße in die Mittelmeerregion gebracht wurde. Der Handel mit dem Weihrauch wurde vom altsüdarabischen Reich Hadramaut aus kontrolliert. Nach dem Niedergang des Weihrauchhandels und dem Einzug des Islam gehörte Dhofar zu verschiedenen Herrschaften. Um 1096 entstand in Dhofar mit dem „Zafar“ und seiner Hauptstadt Mirbat das erste politische Gebilde. Zu diesem Zeitpunkt war der Islam bereits nach Dhofar vorgedrungen, wo er bis heute die vorherrschende Religion darstellt. Von 1265 bis 1271 wurde das Gebiet von Persien besetzt. In den Jahren 1325 bis 1429(?) und von 1462/63 bis 1804 wurde es vom Kathiri-Sultanat im Hadramaut regiert. Dazwischen geriet Dhofar kurz unter den Einfluss des Osmanischen Reichs, das bis 1636 in der Region herrschte.
1829 dehnte der Herrscher von Maskat erstmals in neuerer Zeit seine Macht auf Dhofar aus. Die Bergstämme der Kathiri und Qara erkannten 1876 die omanische Oberhoheit an. 1879 und in den Folgejahren stellte die Regierung in Maskat durch Entsendung eines Walis (Gouverneurs) eine direktere Kontrolle über Dhofar her, um Versuchen des Osmanischen Reiches zuvorzukommen, das Gebiet seinem Einflussbereich einzuverleiben. Die vor der Küste Dhofars gelegenen Churiya-Muriya-Inseln wurden mit Schenkungsvertrag vom 14. Juli 1854 vom Sultan in Maskat der britischen Krone übereignet und nach einer Befragung der Bevölkerung am 30. November 1967 von Großbritannien wieder an Oman zurückgegeben.

### Dhofar-Aufstand
Obwohl Sultan Saʿid ibn Taimur den Hauptort Dhofars, Salala, zu seiner Residenz gemacht hatte, blieb Dhofar eine vernachlässigte Region. In den fünfziger Jahren des 20. Jahrhunderts wanderten viele Dhofarer in arabische Nachbarländer aus und verdingten sich dort als Bauarbeiter, Polizisten oder Söldner. Dort kamen die Arbeiter mit marxistischen Ideen in Berührung. 1962 gründete eine Gruppe von Dhofarern, die Teil der Bewegung Nationalistischer Araber waren, die Dschabhat at-tahrir az-zufariyya / جبهة التحرير الظفارية / ‚Dhofar Liberation Front (DFL)‘. Unter den Deckmantel der al-Dschamʿiyya al-chairiyya az-zufariyya / الجمعية الخيرية الظفارية / ‚Dhofar Benevolence Society‘ begannen sie Gelder zu sammeln und Mitglieder zu werben. 1964 vereinigte sich der Dhofar-Flügel der ANM mit der DFL, deren damaliger Führer der Stammesführer Musalim ibn Nufil war. Unter dem Eindruck von panarabischen und marxistischen Tendenzen zeigten sich in der DFL erste militante Ansätze. Man war nun auch bereit, die linksgerichteten Ideen militärisch umzusetzen und Dhofar vom Regime Sultan Saids zu befreien. Sultan Said ging mit britischer Hilfe gegen die Aufständischen vor, zeigte sich jedoch nicht bereit, in die Niederwerfung des Aufstandes oder die Entwicklung des Gebietes in größerem Umfang finanzielle Mittel zu investieren. Im April und Mai 1965 wurden mehr als 60 DLF-Aktivisten in Maskat und Salala verhaftet. Daraufhin wurde am 1. Juni 1965 der erste DLF-Kongress in den Bergen des Wadi al-Kabir in Zentral-Dhofar abgehalten. Dabei wurde ein 18 Mann starkes Exekutivkomitee gebildet. Außerdem wurde entschieden, sofort den bewaffneten Kampf aufzunehmen und ein kommunistisches Regime zu errichten. Am 9. Juni 1965 begann mit einem Überfall der Dhofar Liberation Front (DLF) auf einen Militärkonvoi nordwestlich von Thumrait der Dhofar-Aufstand. Die DLF nannte sich im September 1968 in Popular Front for the Liberation of Oman and the Arabian Gulf (Volksfront für die Befreiung Omans und des Arabischen Golfes, PFLOAG) um. Die Rebellen rückten vom Jemen aus immer weiter östlich vor, sodass Ende der 1960er Jahre faktisch nur noch die Provinzhauptstadt Salala von der Regierung kontrolliert wurde. Am 23. Juli 1970 wurde Sultan Sa'id von seinem Sohn Qabus ibn Saʿid gestürzt.
Sultan Qabus begann sofort mit der Modernisierung des Landes, was in Oman als der Beginn der „omanischen Renaissance“ bezeichnet wird. In Dhofar versuchte er, mit einer „Herz-und-Verstand“-Kampagne die Sympathien der Bevölkerung zu gewinnen. Neben verstärkten militärischen Anstrengungen wurden die Lebensbedingungen der Bevölkerung in Dhofar verbessert. Es wurden Gesundheitsstationen gegründet und Schulen gebaut. Durch die steigenden Öleinnahmen wurden auch zahlreiche andere Infrastrukturmaßnahmen finanziert, u. a. wurden abgelegene Bergdörfer ans Straßen- und Stromnetz angebunden. Den Kämpfern der Rebellen wurde eine Amnestie angeboten, die mit einer Übernahme in die staatlichen Streitkräfte (und einem regelmäßigen Sold) verbunden war. Gleichzeitig verschenkte die Regierung Fernseher und Kühlschränke und verbesserte die flächendeckende Verfügbarkeit westlicher Waren. Dies sollte die Bevölkerung zu stärkerer Erwerbstätigkeit animieren, um sich die neuen Waren auch leisten zu können, statt sich als Rebellen zu betätigen. Im Jahr 1971 vereinigte sich die PFLOAG mit der „National Democratic Front Liberation of Oman and Arabian Gulf“, die seit Juni 1970 im inneren und nördlichen Oman militärische Aktionen durchführte, und verstärkte ihre militärischen Aktionen. Spätestens seit Ende 1971 kontrollierten die vom Südjemen unterstützten kommunistischen Guerilleros große Teile Dhofars. Am 19. Juli 1972 schlug ein Angriff der Rebellen auf Mirbat fehl. Es war das letzte Mal in der Militärgeschichte, dass eine Stadt nur von einer Festung aus verteidigt wurde. Gleichzeitig war die Schlacht um Mirbat der Wendepunkt im Dhofar-Aufstand, und die Regierung unter Sultan Qabus gewann mit britischer und iranischer Unterstützung immer mehr die Oberhand. Im Dezember 1972 scheiterte ein Putschversuch der PFLOAG. Auch zeigte die „Herz-und-Verstand“-Kampagne erste Erfolge. Zahlreiche Rebellen liefen zur Regierung über, und die PFLOAG konnte in Richtung jemenitischer Grenze zurückgedrängt werden. Im März 1975 wurde ein Friedensabkommen unterzeichnet, das eine Generalamnestie für alle ehemaligen und aktiven PFLOAG-Kämpfer vorsah. Am 1. Dezember 1975 wurde mit Dalkut die letzte von den Rebellen gehaltene Siedlung von den Sultan’s Armed Forces (SAF) eingenommen. Sultan Qabus erklärte am 11. Dezember 1975 den Dhofar-Aufstand offiziell für beendet, wenngleich es bis 1976 vereinzelt zu kleineren Feuergefechten mit versprengten Gruppen kam. Nach dem Ende des Krieges wurde weiterhin überproportional in die wirtschaftliche Entwicklung der Region investiert, um die bisherige Benachteiligung gegenüber dem übrigen Oman auszugleichen.

### Nachgewiesene Regenten
- Sultane
  - 1462/63–1804: Kathiri-Sultane
  - 1804–1829: Sayyid Muhammad ʿAqil ʿUdschaibi († 1829)
  - 1829–1875: unbekannt
  - 1875–1879: Sayyid Fadl ibn ʿAlawī ibn Sahl
  - ab 1879: Sultane von Maskat und Oman
- Generalsekretäre der DLF (ab 1968: PFLOAG) während des Dhofar-Aufstandes
  - 9. Juni 1965 – 1968: Musalim ibn Nufl
  - 1. September 1968 – 1975: Muhammad Ahmad Saʿid al-Ghassani

## Verwaltung und Gemeinden

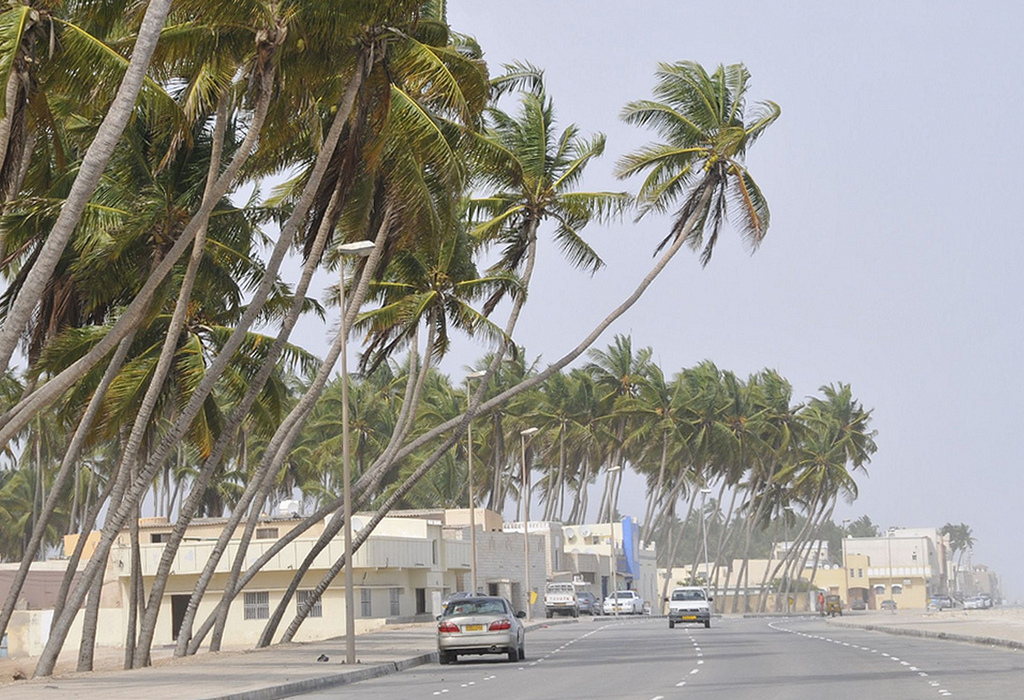
Corniche in Salala

Durch den königlichen Erlass No. 6/91 vom 3. Februar 1991 wurde das Sultanat in acht administrative Bereiche unterteilt. Eines davon ist das Gouvernement Dhofar, welches wiederum seit 2006 aus zehn Wilayat besteht (in alphabetischer Reihenfolge):
- al-Mazyuna
- Dalkut
- Mirbat
- Muqschin
- Rachyut
- Sadah
- Salala
- Šalīm und Ḥallāniyyāt-Inseln
- Thumrait
- Taqa

## Geographische Lage
| Saudi-Arabien (Provinz asch-Scharqiyya) | Saudi-Arabien (Provinz asch-Scharqiyya)     | Al-Wusta        |
| Jemen (Gouvernement al-Mahra)           | Kompassrose, die auf Nachbargemeinden zeigt | Al-Wusta        |
| Jemen (Gouvernement al-Mahra)           | Indischer Ozean                             | Indischer Ozean |